# Castell d'Aguilar de Bassella
El Castell d'Aguilar de Bassella és una obra del municipi de Bassella (Alt Urgell) declarada bé cultural d'interès nacional. Amb les ruïnes de l'antic poble, és situat en un cim, a la dreta del riu Segre i al peu de la serra de Sant Marc. Avui se'l coneix popularment com Aguilar vell. Les restes de les seves edificacions, testimonis d'un passat important, resten aïllades a causa de la construcció del pantà de Rialb. El poble de Bassella, el d'Aguilar i Castellnou de Bassella, a més de diversos masos, romanen totalment o parcialment sota les aigües.

## Descripció
Fou bastit sobre una eminència rocosa, a 579 m d'altitud, dominant un ampli horitzó. Actualment en resten diversos murs, dels quals es destaca una torre circular romànica, aparellada amb carreus rogencs de la contrada. A aquesta torre s'hi va afegir un recinte del qual parteix un carrer al voltant del qual s'articulen totes les cases. Fora del recinte del castell, al nord, hi ha l'antiga església romànica de Sant Sadurní, romànica, d'una sola nau coberta amb volta de canó, esfondrada. Només en resten uns quants murs. També són visibles els vestigis de diferents cases construïdes quan el castell va perdre la funció defensiva.

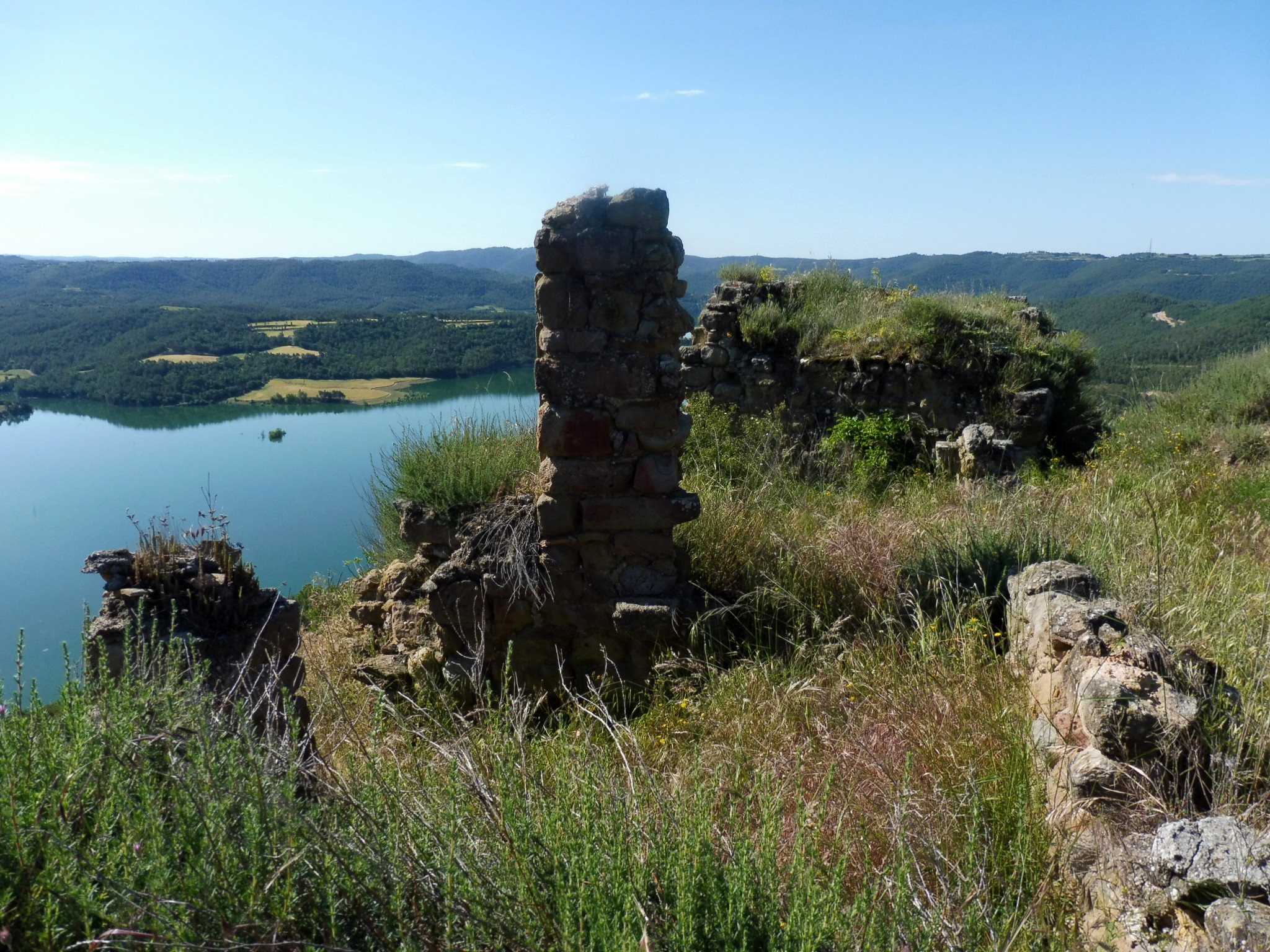
Restes al sud del castell dominant el pantà de Rialb

Situat dalt d'un promontori destacat, ha sofert moltes modificacions i en resten nombroses construccions de difícil datació, ja que han estat aprofitades en èpoques distintes.
La resta més important de l'antic castell d'Aguilar és una torre romànica de planta circular, caiguda en part, i de la qual resten uns 6 m d'alçada. És situada sobre un sòcol rocós de 5 m per la qual cosa destaca per damunt de les altres construccions. La torre, aparellada amb carreus rogencs de la contrada, hauria tingut dos períodes de construcció. Fins a uns 3 m d'alçada els carreus estan ben arrenglerats i són regulars. Les mides són uns 20 cm d'alt i 30 cm d'ample. La paret tenia uns 2 m d'amplada i el diàmetre era de 7,20 m. A la banda est s'hi pot veure una espitllera.
En la suposada segona fase de construcció, els carreus són irregulars i mal col·locat i el gruix dels murs varia entre 1 m i 70 cm. En època moderna la torre fou habilitada com a habitatge; es dividí en petites dependències i s'obrí una porta a la part sud-oest.

## Història
Fou un castell termenat. És esmentat per primera vegada l'any 1042, com a límit a tramuntana del Castell de la Clua. Aquesta fortalesa tancava l'extrem sud del comtat d'Urgell davant les terres dominades pels musulmans i podria ser un dels pocs exemples de castell termenat de la terra de frontera.
El 1084 Isarn Guitard n'era senyor i el donà a Arnall Gofré però a la seva mort deixà el castell als seus germans, Ramon i Arnau. L'any 1090, per testament de Guitard, el castell passà a la canònica de Santa Maria d'Organyà.
Durant els segles xii i xiii es documenten diversos personatges amb el cognom Aguilar. El 1135, Mir d'Aguilar acordà amb els canonges de Solsona la tercera part dels seus alous que la seva mare va tenir a Oliana i que ella havia deixat a Santa Maria de Solsona. Un altre Mir d'Aguilar s'esmenta l'any 1234 com a marmessor de Guillem de la Guàrdia-lada. En l'amotinament dels nobles contra Pere II de Catalunya i Aragó l'any 1276, Aguilar que era de la Seu, fou assaltat per Ponç de Ribelles, en les revoltes del bisbat d'Urgell.
El 1381, Aguilar tenia dos focs i pertanyia a la vegueria de Cervera.
A mitjan segle xvii era baronessa d'Aguilar de Bassella Maria de Biure i de Cardona, casada amb Josep Margarit i de Biure, militar que, en la guerra dels Segadors, combaté Felip IV de Castella. Partidari de la unió amb França, fou nomenat governador de Catalunya per Lluís XIII de França que l'hi atorgà el títol de marquès d'Aguilar. la família s'extingí amb la besneta Joana-Hipòlita, muller de Pere Francesc de Bou i Pujol i el títol passà a aquesta família establerta a França.
El rei Lluís XIV de França concedí, el 1653, el títol de Marquès d'Aguilar el Tinent General dels seus exèrcits i governador general de Catalunya, Josep de Margarit i de Biure, baró consort d'Aguilar.

## Poble d'Aguilar

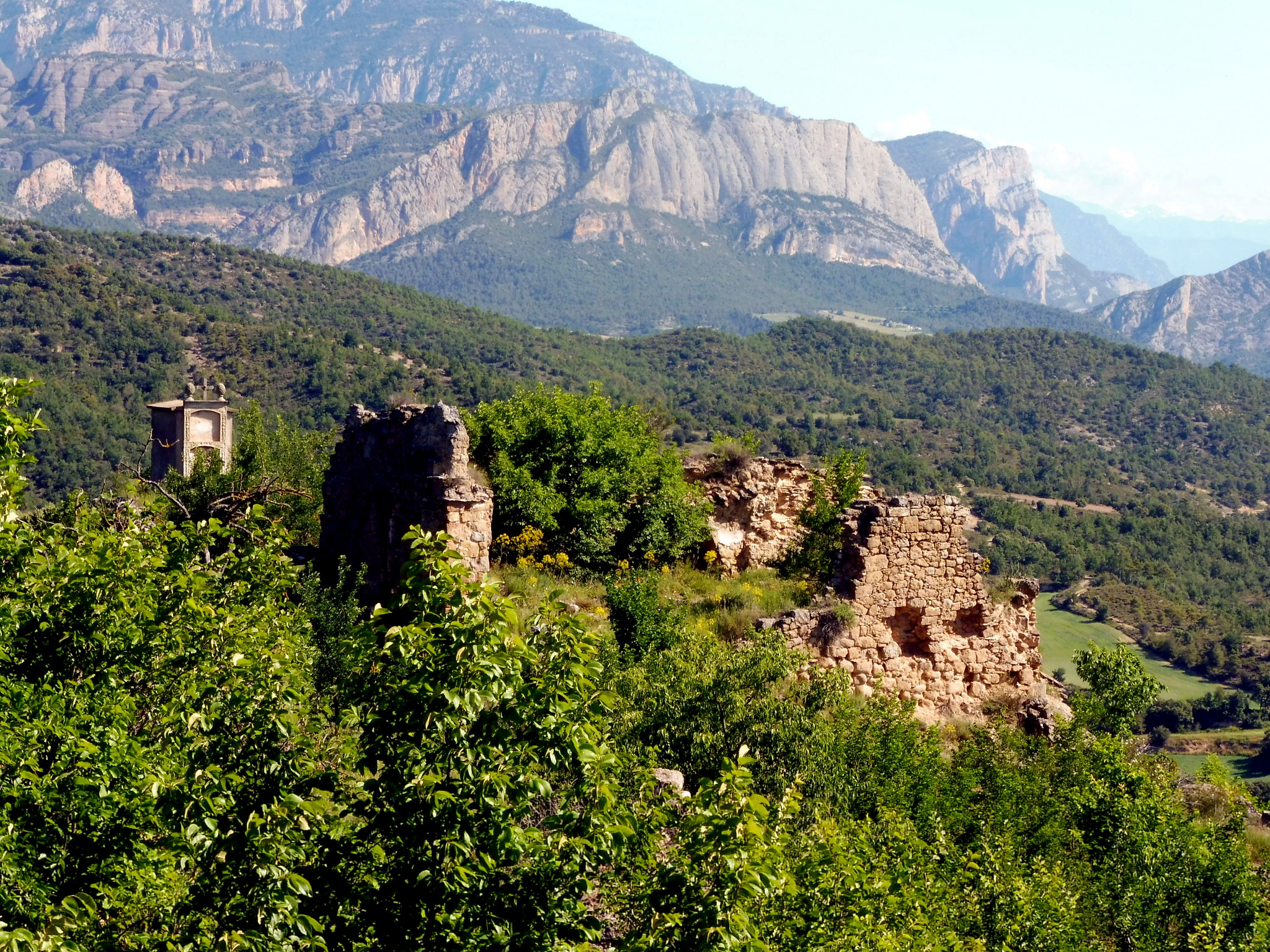
Església de Sant Serni

Les despulles del castell d'Aguilar de Bassella es troben envoltades per les restes de l'antic poble disposades en dues línies, una al costat de l'altra, separades per un carrer de 2,20 m d'amplada que travessa la població de N a S. Aquestes cases són quasi totes iguals, de planta lleugerament rectangular (5,50 x 5,20m)i els murs de 60 cm d'ample, són fets amb pedra i tàpia; els carreus, irregulars, arriben fins a 1,50 m d'alçada i la resta és tàpia. A totes les cases hi ha una única porta d'accés que fa 1 m d'amplada.
Al sud de la població hi ha les restes d'una sitja o cisterna. Té una alçada de 4,50 m, el gruix dels murs és d'1,10 m i les mides exteriors són 2,80 x 2,10 m. Té una volta ben feta i els carreus que la basteixen són ben tallats.
Fora del recinte emmurallat, al nord de la torre i en un espai inferior, són visibles les restes de l'església romànica dedicada a Sant Sadurní. En queden les parets nord, est i part del mur sud.